# New York City Police Department
New York City Police Department (NYPD) er politistyrken i New York City, USA. Styrken blev etableret i 1845 med Scotland Yard i Storbritannien som forbillede[kilde mangler]. Politistyrken har ansvaret for New Yorks fem Boroughs.
NYPD er den største[kilde mangler] politistyrke i USA med omkring 47.000 tjenestemænd (2010), herunder 33.000 betjente (2010).
New York City Police Department blev grundlagt i 1845. På daværende tidspunkt var indbyggertallet i New York på omkring 320.000.

## Filmatiseringer
NYPD er gjort verdensberømt gennem en række spillefilm og tv-serier; mest kendt er måske CSI, NYPD Blue, Fort Apache the Bronx, Brooklyn Nine-Nine og Aftenvagten. 

## Police-rides
Afdelingen er også kendt for sine såkaldte "police-rides", hvor der kan køre op til halvtreds politibiler på række for at vise magt. Fænomenet indførtes oftere efter terrorangrebet den 11. september 2001.